# 李箱文学賞
李箱文学賞（イサンぶんがくしょう）は韓国の文学賞。

## 概説
李箱文学賞は李箱の功績を称えて、文学思想社から1年に1度、贈られる。第1回は1977年、金承鈺が『서울의 달빛 0장』で受賞した。審査対象は前年度の1月から12月までに文芸誌及び各雑誌で発表された中篇もしくは短篇の純文学作品であり、受賞作品は受賞作品集として1月に発売される。作品集の題名は『～年 第～回 李箱文学賞作品集「対象受賞作名」』の形式となる。受賞作は規定によりその版権は文学思想社に帰属することになるため（但し第2次著作権は作家に帰属）、受賞するかどうかを予め作家に確認している。

## 歴代受賞作品
- 第1回 (1977年) – 金承鈺 〈서울의 달빛 0장〉
- 第2回 (1978年) – 李清俊 〈잔인한 도시〉
- 第3回 (1979年) – 呉貞姫 〈저녁의 게임〉
- 第4回 (1980年) – 柳在用 〈관계〉
- 第5回 (1981年) – 朴婉緒 〈엄마의 말뚝〉
- 第6回 (1982年) – 崔仁浩 〈깊고 푸른 밤〉
- 第7回 (1983年) – 徐永恩 〈먼 그대〉
- 第8回 (1984年) – 李均永 〈어두운 기억의 저편〉
- 第9回 (1985年) – 李祭夏 〈나그네는 길에서도 쉬지 않는다〉
- 第10回 (1986年) – 崔一男 〈흐르는 북〉
- 第11回 (1987年) – 李文烈 〈우리들의 일그러진 영웅〉
- 第12回 (1988年) – 林哲佑 〈붉은 방〉, 韓勝源 〈해변의 길손〉
- 第13回 (1989年) – 金采原 〈겨울의 환〉
- 第14回 (1990年) – 金源一 〈마음의 감옥〉
- 第15回 (1991年) – 趙星基 〈우리 시대의 소설가〉
- 第16回 (1992年) – 梁貴子 〈숨은 꽃〉
- 第17回 (1993年) – 崔秀哲 〈얼음의 도가니〉
- 第18回 (1994年) – 崔允 〈하나코는 없다〉
- 第19回 (1995年) – 尹厚明 〈하얀 배〉
- 第20回 (1996年) – 尹大寧〈천지간〉
- 第21回 (1997年) – 金知原 〈사랑의 예감〉
- 第22回 (1998年) – 殷熙耕〈아내의 상자〉
- 第23回 (1999年) – 朴相禹 〈내 마음의 옥탑방〉
- 第24回 (2000年) – 李仁和（イ・インファ）〈시인의 별〉
- 第25回 (2001年) – 申京淑（シン・ギョンスク）〈부석사〉
- 第26回 (2002年) – クォン・チエ 〈뱀장어 수프〉
- 第27回 (2003年) – 金仁淑（キム・インスク） 〈바다와 나비〉
- 第28回 (2004年) – 金薫（キム・フン） 〈화장〉
- 第29回 (2005年) – 韓江（ハン・ガン） 〈몽고반점〉
- 第30回 (2006年) – 鄭美景（チョン･ミギョン） 〈밤이여, 나뉘어라〉
- 第31回 (2007年) – 全鏡潾（チョン・ギョンリン） 〈천사는 여기 머문다〉
- 第32回 (2008年) - 權汝宣（クォン・ヨソン） 〈사랑을 믿다〉
- 第33回 (2009年) – 金衍洙（キム・ヨンス） 〈산책하는 이들의 다섯 가지 즐거움〉
- 第34回 (2010年) – 朴玟奎（パク・ミンギュ） 〈아침의 문〉（「朝の門」、『カステラ』に収録、図書出版クレイン、2014年4月）
- 第35回 (2011年) - 孔枝泳（コン・ジヨン） 〈맨발로 글목을 돌다〉
- 第36回 (2012年) - 金英夏（キム・ヨンハ） 〈옥수수와 나〉
- 第37回 (2013年) - 金愛爛（キム・エラン） 〈침묵의 미래〉
- 第38回 (2014年) - 片恵英（ピョン･ヘヨン） 〈몬순〉
- 第39回 (2015年) - キム・スム 〈뿌리 이야기〉
- 第40回 (2016年) - 金勁旭（キム･キョンウク） 〈천국의 문〉
- 第41回 (2017年) - 具孝書（ク・ヒョソ） 〈풍경소리〉
- 第42回 (2018年) - ソン・ホンキュ〈꿈을 꾸었다고 말했다〉
- 第43回 (2019年) - ユン・イヒョン〈그들의 첫 번째와 두 번째 고양이〉
- 第44回 (2021年) - 李承雨 (イ・スンウ)〈마음의 부력〉
- 第45回 (2022年) - 孫寶渼 (ソン・ボミ)〈불장난〉
- 第46回 (2023年) - 崔眞英（チェ・ジニョン)〈홈 스위트 홈〉
- 第47回 (2023年) - 趙京蘭（チョ・ギョンナン)〈일러두기〉